# 阿西亞群島
阿西亞群島是印度尼西亞的群島，由三個島嶼組成，位於阿尤群島和帛琉之間，衛吉島處於群島以北117公里，行政方面由西巴布亞省負責管理。